# العلامية (الدلنجات)
قرية العلامية هي إحدى القرى التابعة لمركز الدلنجات في محافظة البحيرة في جمهورية مصر العربية. حسب إحصاءات سنة 2006، بلغ إجمالي السكان في العلامية 5289 نسمة، منهم 2757 رجل و2532 امرأة.